# 葉夫根尼婭·羅金娜
叶夫根尼娅·謝爾蓋耶芙娜·羅金娜（俄语：Евгения Серге́евна Родина，1989年2月4日—）是俄羅斯职业网球女运动员，2008年轉職業。她的WTA生涯最高單打排名為第74（2011年2月28日）。

## 外部連結
- 葉夫根尼婭·羅金娜的国际女子网球协会官方資料（英文）
- 葉夫根尼婭·羅金娜的國際網球總會 職業／青少年 官方資料（英文）
- Fed Cup - Player profile - Evgeniya Rodina (RUS)